# Придумано в черзі
«Придумано в черзі» — третій офіційний альбом українського музиканта Степана Бурбана, більш відомого як «Паліндром». Вийшов 1 вересня 2022 року. Альбом складається з різних композицій, що зачіпають важливі події України.

## Про альбом
Виконавець відкриває новий альбом треком «Краще не буде», де розповідається про те що потрібно жити одним моментом, продовжує «Люцифером» про Скнилівську трагедію і закінчує треком «Херсон».
Всі треки придумані у різних побутових ситуаціях — звідси й назва альбому, "Придумано в черзі". Бо черга як явище — це теж певний символізм.
Більшість треків до нового альбому була написана до 24 лютого, лише останній «Херсон» Степан написав після повномасштабного вторгнення Росії.
Виконавець записав деякі треки разом із такими виконавцями як Sasha Boole, ⁣Юрій Бондарчук та Монтеск’є.

## Список композицій
| #   | Назва                                     | Автор слів             | Автор музики           | Тривалість |
| --- | ----------------------------------------- | ---------------------- | ---------------------- | ---------- |
| 1.  | «Краще не буде»                           | Паліндром              | Паліндром              | 2:15       |
| 2.  | «Я нічо не вмію»                          | Паліндром              | Паліндром              | 3:27       |
| 3.  | «Місто (feat. Sasha Boole)»               | Паліндром, Sasha Boole | Паліндром, Sasha Boole | 5:01       |
| 4.  | «Кафе Надія»                              | Паліндром              | Сергій «Сир» Сорока    | 3:35       |
| 5.  | «Черемхова віхола (Зеновій Гучок cover)»  | Володимир Шинкарук     | Паліндром              | 3:52       |
| 6.  | «Люцифер»                                 | Паліндром              | Паліндром              | 4:42       |
| 7.  | «Пластик 2»                               | Паліндром              | Паліндром              | 4:36       |
| 8.  | «Повітряний змій»                         | Паліндром              | Паліндром              | 3:31       |
| 9.  | «Рекет»                                   | Олександр Дацюк        | Монтеск’є              | 3:34       |
| 10. | «З букетом троянд (feat. Юрій Боднарчук)» | Юрій Бондарчук         | Монтеск’є              | 2:54       |
| 11. | «Ніби»                                    | Паліндром              | Паліндром              | 4:29       |
| 12. | «Помовчу»                                 | Монтеск’є              | Монтеск’є              | 5:02       |
| 13. | «Херсон»                                  | Паліндром              | Паліндром              | 3:46       |